# اورنج جنوبی (نیوجرسی)
اورنج جنوبی (به انگلیسی: South Orange) شهری در ایالت نیوجرسی کشور ایالات متحده آمریکا است که جمعیت آن در سرشماری سال ۲۰۱۰ میلادی، ۱۶٬۱۹۸ نفر بوده‌است.